# Saint-Gingolph (Alta Saboya)
 Saint-Gingolph  es una comuna y población de Francia, en la región de Auvernia-Ródano-Alpes, departamento de Alta Saboya, en el distrito de Thonon-les-Bains y cantón de Évian-les-Bains.
Su población en el censo de 1999 era de 565 habitantes.
Está integrada en la Communauté de communes du Pays d'Évian.
Situada a orillas del lago Léman y fronteriza con Suiza, el río Morge la separa del cantón de Valais.